# ایوری برادلی
ایوری برادلی (انگلیسی: Avery Bradley؛ زادهٔ ۲۶ نوامبر ۱۹۹۰) یک بازیکن بسکتبال اهل ایالات متحده آمریکا است. از باشگاه‌هایی که در آن بازی کرده‌است می‌توان به بوستون سلتیکس اشاره کرد.